# Fűrészlábú szöcske
A fűrészlábú szöcske (Saga pedo) a fürgeszöcskék családjába tartozó, Eurázsiában honos szöcskefaj. A legnagyobb rovar Magyarországon.

## Megjelenése
A fűrészlábú szöcske testhossza a hímek esetében kb. 53 mm, a nőstényeknél 53–75 mm, ehhez járul még a 31–41 mm-es tojócső; ezzel ő a legnagyobb magyarországi rovar. Csápja végétől a tojócső végéig 15 cm is lehet. Alakja karcsú, megnyúlt, gallyat utánzó. Alapszíne zöld, ritkábban sárgásbarna. Csápjai barnásak, a lárváké halványvöröses. Vékony világos vonal fut végig a csápok tövétől a torpajzs alsó szélein és a potroh oldalán keresztül egészen a tojócső tövéig. A potroh felső részén két sor többé-kevésbé kifejezett világos szélű sötét foltsor látható, de ezek akár hiányozhatnak is. Szárnyai apró pikkelyekké redukálódtak. Lábai hosszúak és vékonyak; az elülső lábakon erős tüskék sorakoznak, a hátsó láb combja a többi szöcskétől eltérően nem megvastagodott ugróláb. A tojócső egyenes vagy kissé felfelé ível.
Gyakorlatilag csak nőstényei ismertek, eddig egyetlen hímet találtak, Svájcban. 
Nem ad ki hangot.

### Hasonló fajok
Más magyarországi fajjal nem téveszthető össze.

## Elterjedése
Eurázsiában honos, Spanyolországtól Dél-Európán és Közép-Európa déli részén át egészen Nyugat-Szibériáig. Inkább a mediterrán vidékeken gyakori. Magyarországon többfelé előfordul (Mecsek, Bakony, Balaton-felvidék, Vértestől a Pilisig, Bugac, Bükk, Aggtelek, Tokaji-hegység), de populációi kicsik és elszigeteltek.

## Életmódja
Déli kitettségű, változatos növényzetű, meleg sziklagyepek, sztyepprétek, közepesen száraz gyepek lakója. Nappal a magas növényzetben vagy bokrok tövében bújik meg, nehéz ráakadni. Mozgása érdekes, lassan, imbolyogva jár, utánozva a növényzet szél okozta ingását. Éjjel aktív. Ragadozó, főleg szöcskéket és sáskákat fogyaszt. Lesből támad, arra járó áldozatát hirtelen ragadja meg tüskés első lábaival, magához szorítja, majd a fejétől kezdve elkezdi megenni.
Kifejlett egyedeivel június végétől októberig találkozhatunk. Szűznemzéssel szaporodik. A nőstény a csupasz talajba, 2–4 cm mélyen rakja megtermékenyítetlen petéit, amelyek legalább kétszer (de akár ötször is) áttelelnek. A tavasszal kikelő lárvák 6 fejlődési stádiumon mennek át.
Magyarországon védett, természetvédelmi értéke 50 000 Ft.

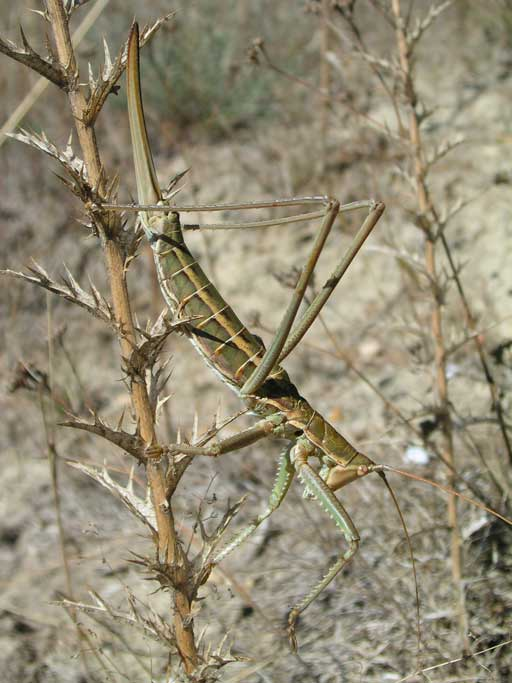
Barna színváltozata
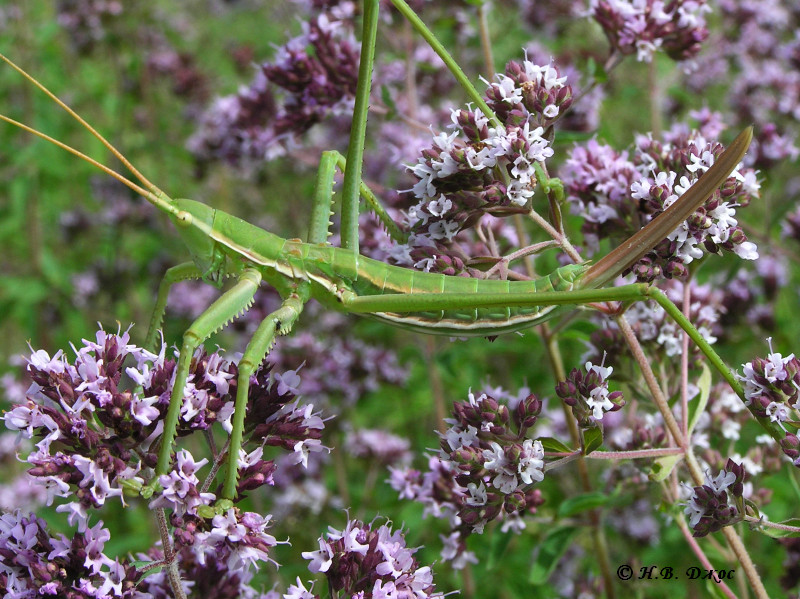
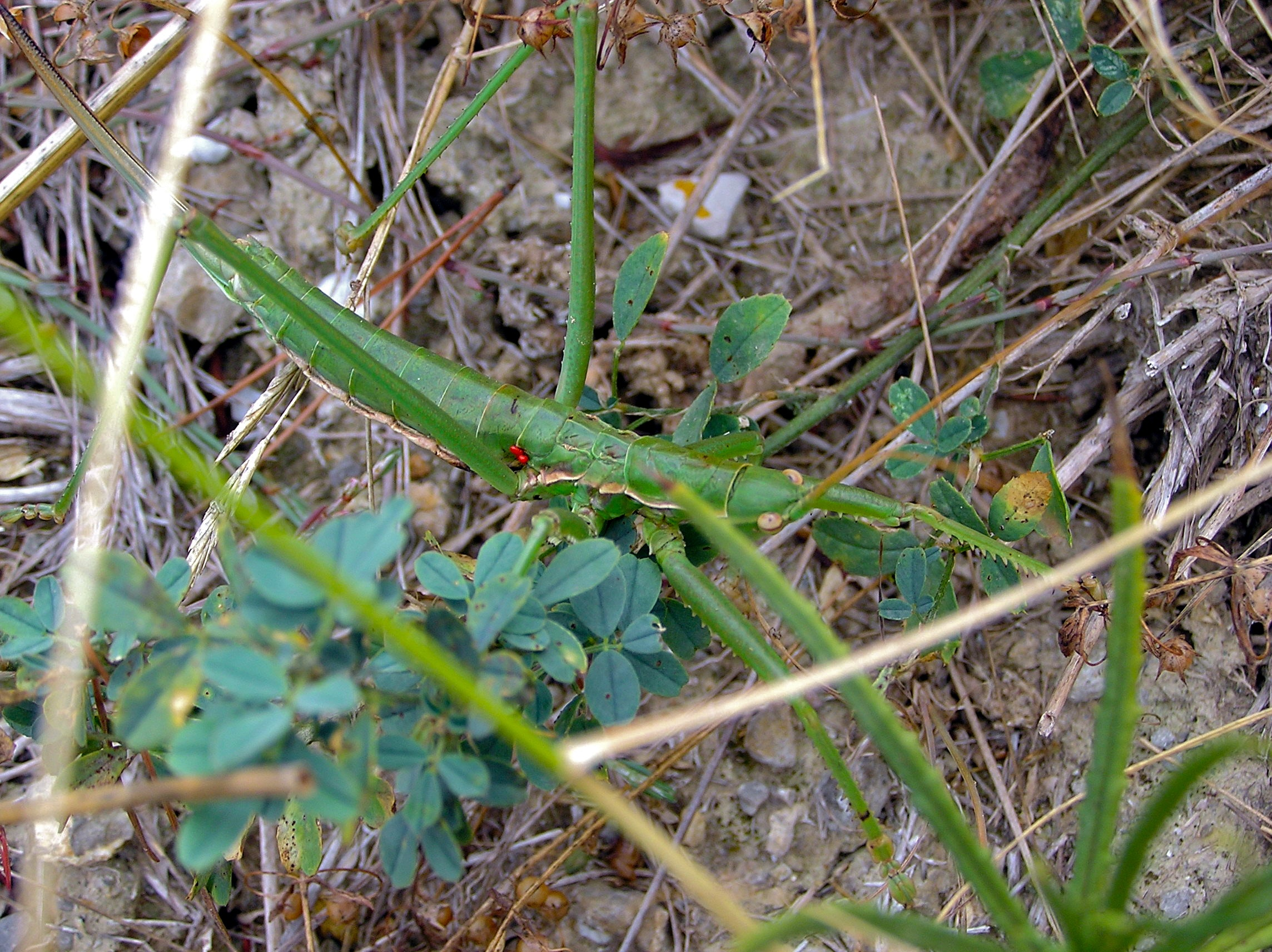
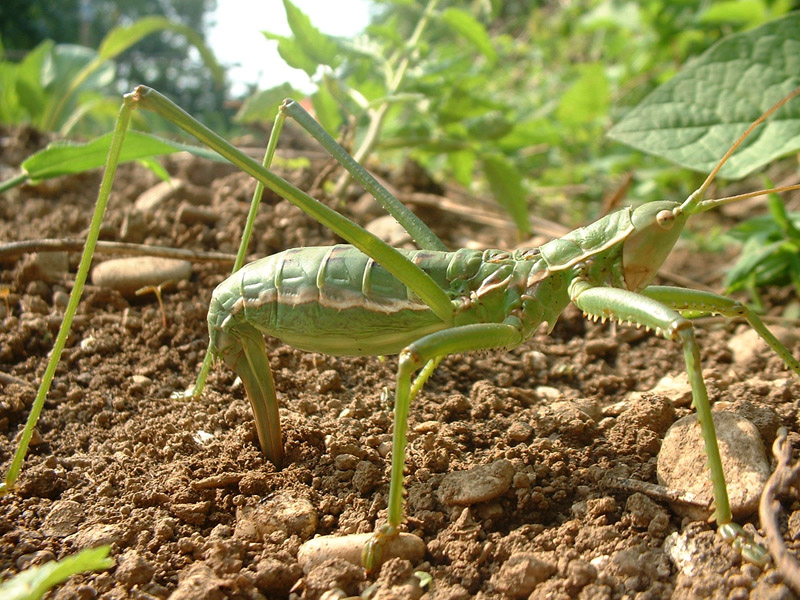
Peterakó nőstény
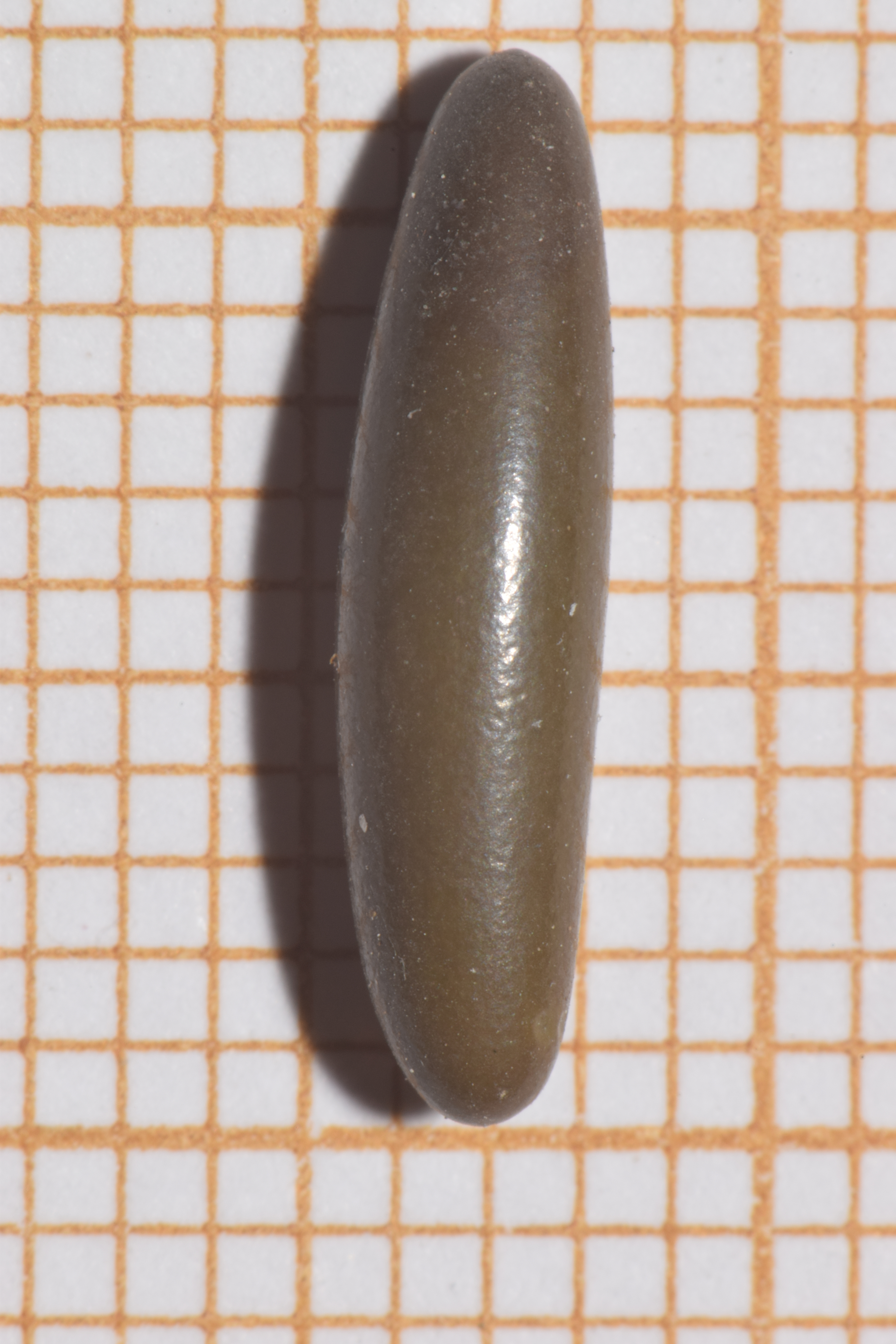
Pete